# Victor Papanek
Victor Papanek (22 de novembre de 1923, Viena - 10 de gener de 1998, Lawrence, Kansas) fou un dissenyador i educador austríac, nacionalitzat estatunidenc que va esdevenir un ferm defensor de la concepció socialment i ecològica responsable de productes, eines i les infraestructures de la comunitat. Va criticar els productes manufacturats que no eren segurs, adaptats, o essencialment inútils. Els seus productes, escrits i conferències van ser considerats col·lectivament un exemple i estímul per molts dissenyadors. Papanek va ser un filòsof del disseny i, com a tal, va ser un promotor dels objectius del disseny i enfocaments que incrementaven la sensibilitat cap a consideracions socials i més ecològiques. Va escriure que "el disseny s'ha convertit en l'eina més poderosa amb la qual l'home dona forma a les seves eines i entorns (i, per extensió, a la societat i a si mateix)".
Va viatjar arreu del món estenent la idea que el disseny era l'eina més poderosa de què disposava l'Ésser Humà per modificar el seu entorn, i en extensió a la societat i a ell mateix; i que els professionals del disseny havien de fugir de la voràgine consumista que defensava el Capitalisme, que alimentava exèrcits de dissenyadors encarregats de crear noves necessitats irreals, i oblidaven què requeria el món real. Va treballar igualment com a dissenyador de la UNESCO i va escriure diversos llibres que reflectien els seus estudis, experiències i reflexions.
Víctor Papanek va centrar la seva producció a crear productes que servissin a les necessitats de les persones que vivien en condicions infrahumanes, als ancians, als discapacitats, etc. Va intentar promoure la idea que el món seria molt millor si cada dissenyador dediqués el 10% del seu temps, talent i capacitat a dissenyar productes que solucionessin problemes reals. La seva actualitat reflectia i ho continua fent, una realitat molt diferent, ben expressada en el seu diagrama de participació del dissenyador, que és extrapolable a un disseny concret, a un país, o a tot el món.

Si bé els seus dissenys no ressaltaven per la seva estètica (per a ell només era un apartat del complex funcional), tots es van caracteritzar per ser innovadors, intel·ligents, i compromesos. Papanek va regalar la majoria de les seves idees, estant en contra que fossin explotades amb l'objectiu d'obtenir beneficis econòmics.
"Seguirà algú dient que dissenyem per a minories? Tots formem part de grups de necessitat específics. Tots necessitem mitjans de transport, comunicacions, productes, eines, abric i vestit. Aire net i aigua ens són indispensables. Com a espècie necessitem el desafiament de la investigació, la promesa de l'espai, la satisfacció que proporciona la cultura."
Aquesta citació consta al llibre més reconegut i important avui dia per Victor Papanek, Design for the Real World: Human Ecology and Social Change.

## Design for the Real World: Human Ecology and Social Change
Una obra que al seu dia (1970-1971) va ser un autèntic revulsiu i que, a partir del 1985, s'ha traduït a més de vint idiomes. Llibre criticat, al principi, per molts i lloat només per uns quants, al llarg dels anys ha anat guanyant valor, sentit i vigència de manera que avui és tot un clàssic de la bibliografia del disseny i una lectura imprescindible per a persones dissenyadores que entenen la seva professió des d'una perspectiva crítica i ètica, poc complaent amb el que s'estableix. Dissenyar per al món real conté les opinions de Papanek sobre el disseny en general, el disseny industrial, l'artesania i l'art, acompanyades d'exemples de dissenys de l'autor i dels alumnes i de propostes i solucions a problemes de caràcter social. Després de més de tres dècades, moltes d'aquestes propostes estan superades però les reflexions sobre el disseny per a la necessitat, la responsabilitat del dissenyador i la dissenyadora, el que avui anomenem disseny ecològic, disseny universal i open design, segueixen sent absolutament vàlides.

## Sis aspectes de la metodologia de disseny de Victor Papanek
La metodologia de Victor Papanek és una eina o tècnica de suport per dissenyar un producte de manera eficient i va ser proposada pel dissenyador Victor Papanek. Aquest mètode de disseny és una eina o tècnica de suport per dissenyar i el seu objectiu varia depenent de la seva naturalesa, que pot ser creativa o de referència lògica. Mentre que els mètodes creatius són aquells que “estimulen el pensament creatiu”
La metodologia de disseny de Victor Papanek, tot i ser una metodologia sistemàtica, considera la combinació entre allò intel·lectual i allò intuïtiu dins de cadascun dels aspectes que conté. Aquests sis aspectes “han de tenir en compte l'experiència i la tradició”,

### Mètode
L'aspecte del mètode involucra un ús òptim dels processos, les eines i els materials. Això vol dir que s'ha de considerar l'opció més eficient, la menys costosa i/o aquella que tingui conseqüències negatives més baixes en el medi ambient. En aquest aspecte, però, no es consideren els tres elements de manera individual sinó de manera conjunta. Això vol dir que d'un mateix material poden sorgir diverses opcions depenent de quines eines i/o materials es combini aquest.

### Ús
L'ús es refereix a la principal aplicació que es donarà al producte en qüestió i a les característiques que aquest ha de tenir depenent d'aquesta aplicació. Això vol dir, per exemple, que, si un determinat objecte requereix aerodinamisme per poder exercir una acció, aleshores s'han de considerar quins elements convé afegir al disseny del producte en qüestió perquè pugui exercir la seva funció principal de la manera adequada. Considerar-ho ajuda a tenir una idea més concreta del disseny d'un producte.

### Necessitat
La necessitat és un aspecte difícil d'integrar, ja que requereix analitzar l'entorn per detectar allò que no funciona o que es podria millorar i que afecta una comunitat, no una sola persona. Si el producte satisfà una necessitat i no va ser dissenyat només per seguir les tendències, llavors compleix aquest aspecte i si compleix aquest aspecte llavors el producte tindrà un impacte social rellevant.

### Telesi
La telesi fa referència a conèixer el context. Això fa referència a conèixer l'evolució del producte, l'usuari a qui va dirigit el producte, el seu entorn, l'aspecte socioeconòmic, entre d'altres. Tot això s'ha de considerar perquè influeix directament en les decisions que pren un possible client en avaluar les opcions existents i comprar el producte que li convingui millor. Per això mateix és que un mateix objecte té variacions en el seu aspecte i característiques depenent del mercat al qual va dirigit, ja que la cultura i la manera de pensar i actuar també varia.

### Associació
L'associació inclou els aspectes psicològics i com fan que associem coses entre si. En aquest aspecte la cultura també hi té molt a veure, ja que a causa de les tradicions universals de cada cultura les persones poden associar diferents elements entre si. Això passa de manera inconscient i pot ser resultat principalment del que ha passat durant la infància. Com que considerar l'aspecte psicològic de cada persona no és possible, generalment es consideren només aquelles més comunes.

### Estètica
Finalment, l'aspecte de l'estètica és aquell on es considera la forma, la textura, el color, entre d'altres elements. És aquí on el dissenyador té més grau de llibertat i és per això mateix que generalment es deixa fins al final, ja que si es fes en un altre ordre el dissenyador podria tenir més dificultat integrant el disseny estètic i els aspectes més vinculats amb la funció. Tot i que el dissenyador té més llibertat en aquest aspecte, sempre ha de considerar el que podria agradar a l'usuari i no a si mateix.

## Publicacions
- Papanek, Victor (1971). Design for the Real World: Human Ecology and Social Change, New York, Pantheon Books. ISBN 0-394-47036-2.
- Papanek, Victor & Hennessey, Jim (1973). Nomadic furniture: how to build and where to buy lightweight furniture that folds, collapses, stacks, knocks-down, inflates or can be thrown away and re-cycled, New York, Pantheon Books. ISBN 0-394-70228-X.
- Papanek, Victor & Hennessey, Jim (1974). Nomadic Furniture 2, New York, Pantheon Books. ISBN 0-394-70638-2.
- Papanek, Victor & Hennessey, Jim (1977). How things don't work, New York, Pantheon Books. ISBN 0-394-49251-X.
- Papanek, Victor (1983). Design for Human Scale, New York, Van Nostrand Reinhold. ISBN 0-442-27616-8.
- Papanek, Victor (1995). The Green Imperative: Natural Design for the Real World, New York, Thames and Hudson. ISBN 0-500-27846-6.